# Växjö (comune)
Växjö è un comune svedese di 82 922 abitanti, situato nella contea di Kronoberg. Il suo capoluogo è omonimo, capoluogo della contea.

## Località
Nel territorio comunale sono comprese le seguenti aree urbane (tätort):
| #  | Località  | Popolazione |
| -- | --------- | ----------- |
| 1  | Växjö     | 56 869      |
| 2  | Rottne    | 2 240       |
| 3  | Lammhult  | 1 781       |
| 4  | Ingelstad | 1 667       |
| 5  | Braås     | 1 608       |
| 6  | Gemla     | 1 306       |
| 7  | Åryd      | 671         |
| 8  | Åby       | 447         |
| 9  | Furuby    | 349         |
| 10 | Nöbbele   | 244         |
| 11 | Tävelsås  | 225         |

## Amministrazione

### Gemellaggi
- Aabenraa
- Almere
- Duluth (Minnesota)
- Kaunas
- Lancaster
- Lohja
- Pobiedziska
- Ringerike
- Schwerin
- Skagaströnd

## Sfera di Inglinge hög

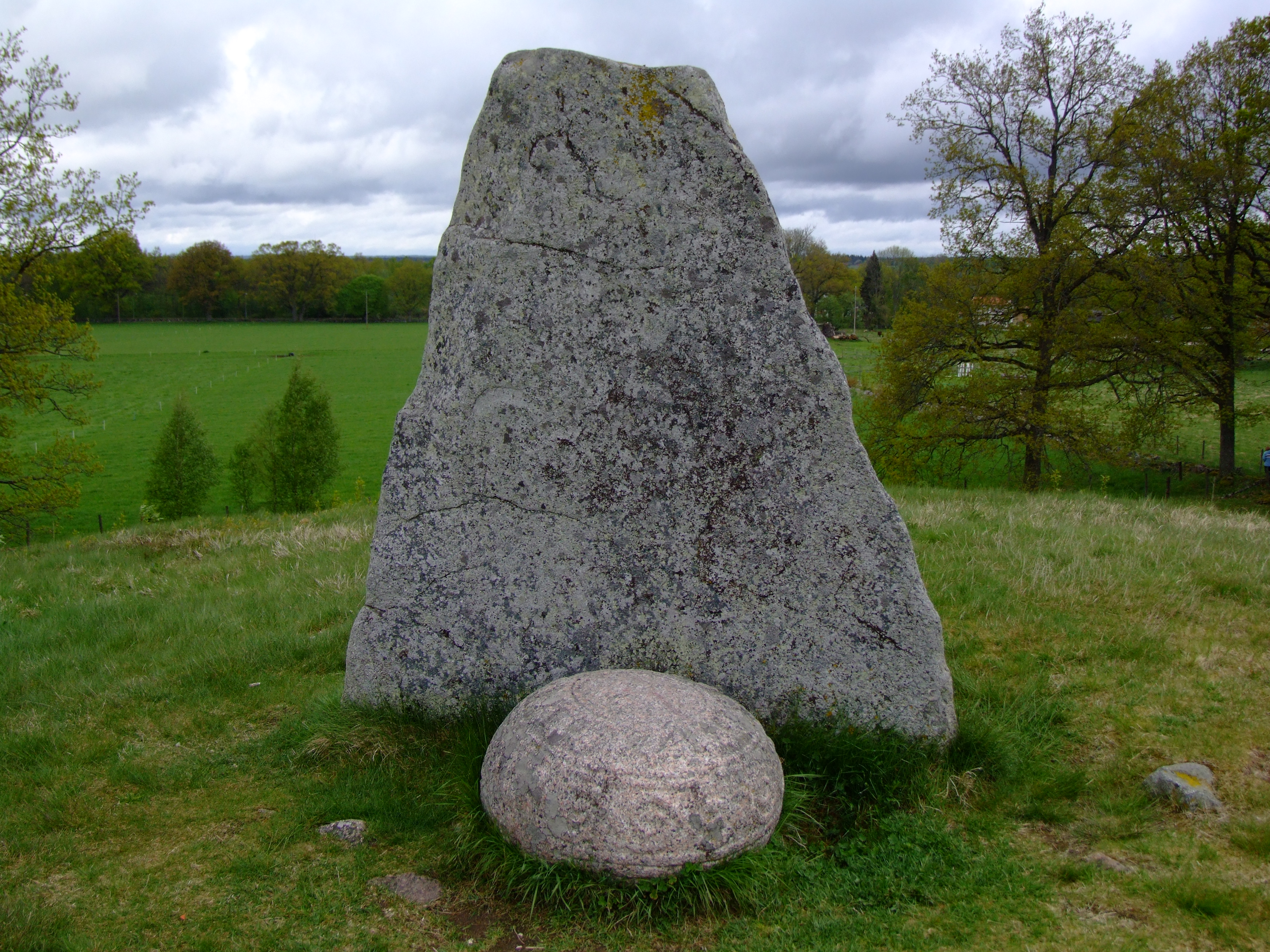
Cippo funerario di Inglinge Hög.

Una sfera tombale è stata rinvenuta in un cippo funerario vicino al comune di Ingelstad. La sfera è stata denominata Inglinge hög o Barrow of Inglinge. Hög deriva dalla parola in lingua norrena; haugr traducibile come "monticello" o "tumulo".

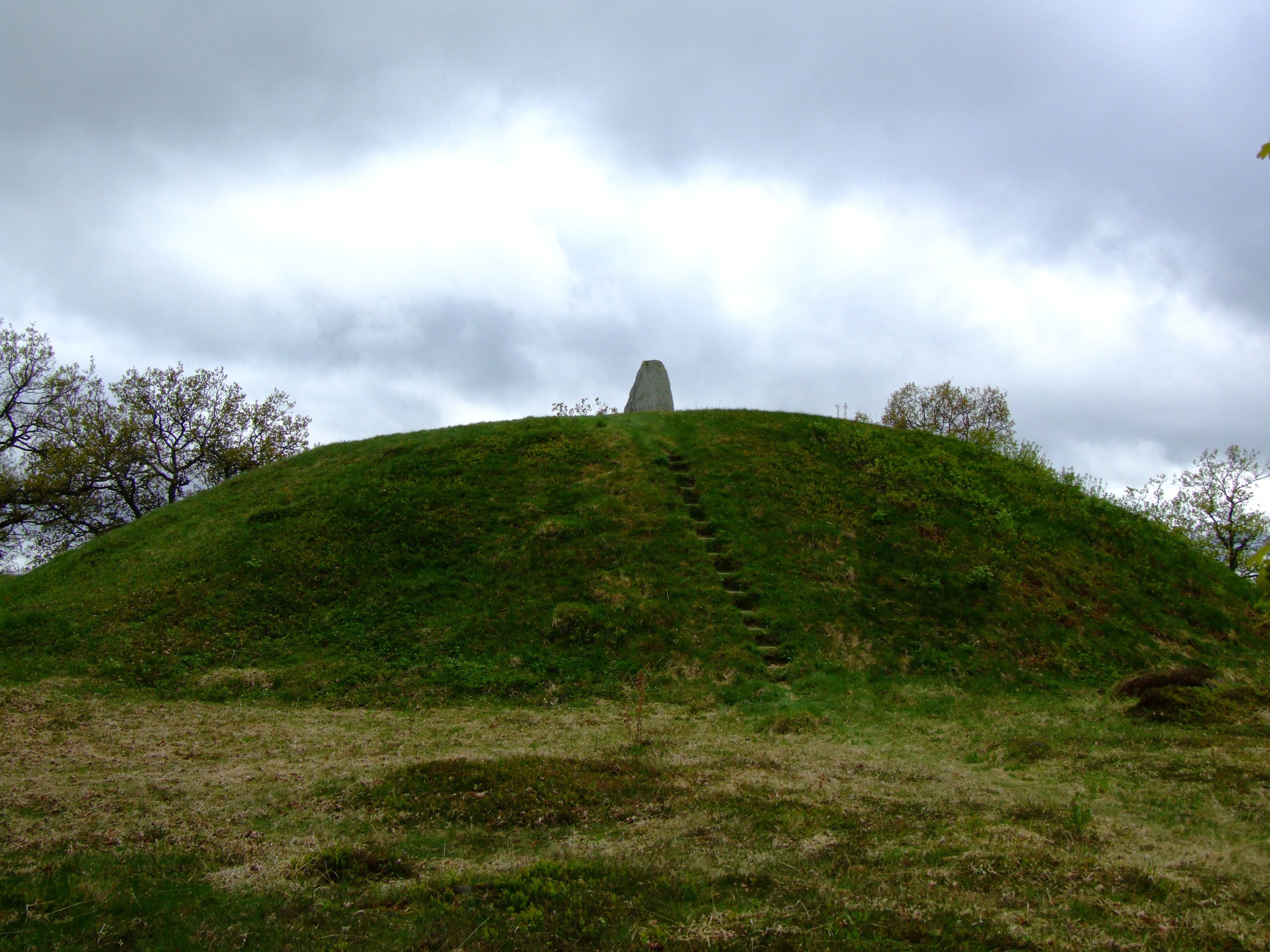
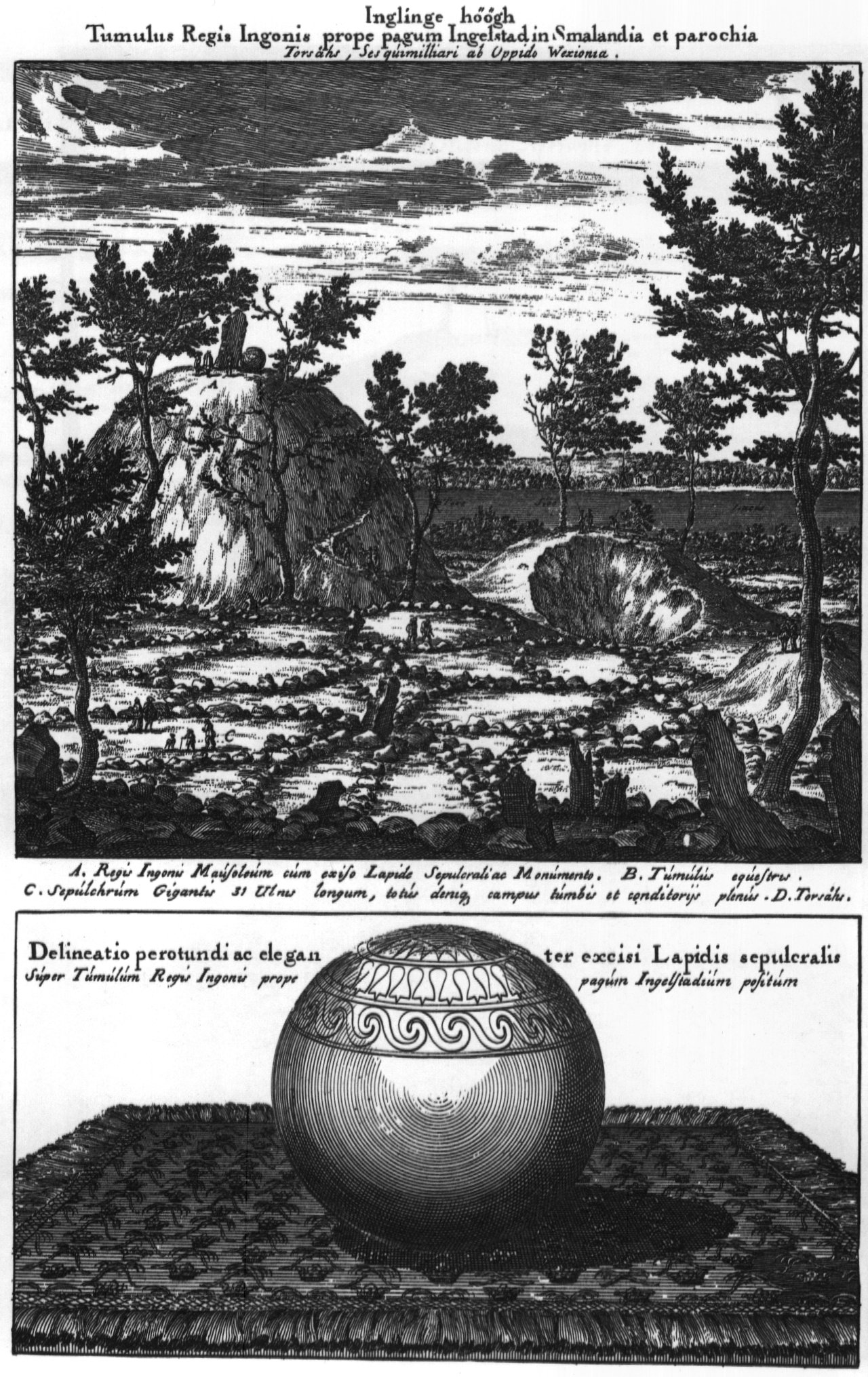
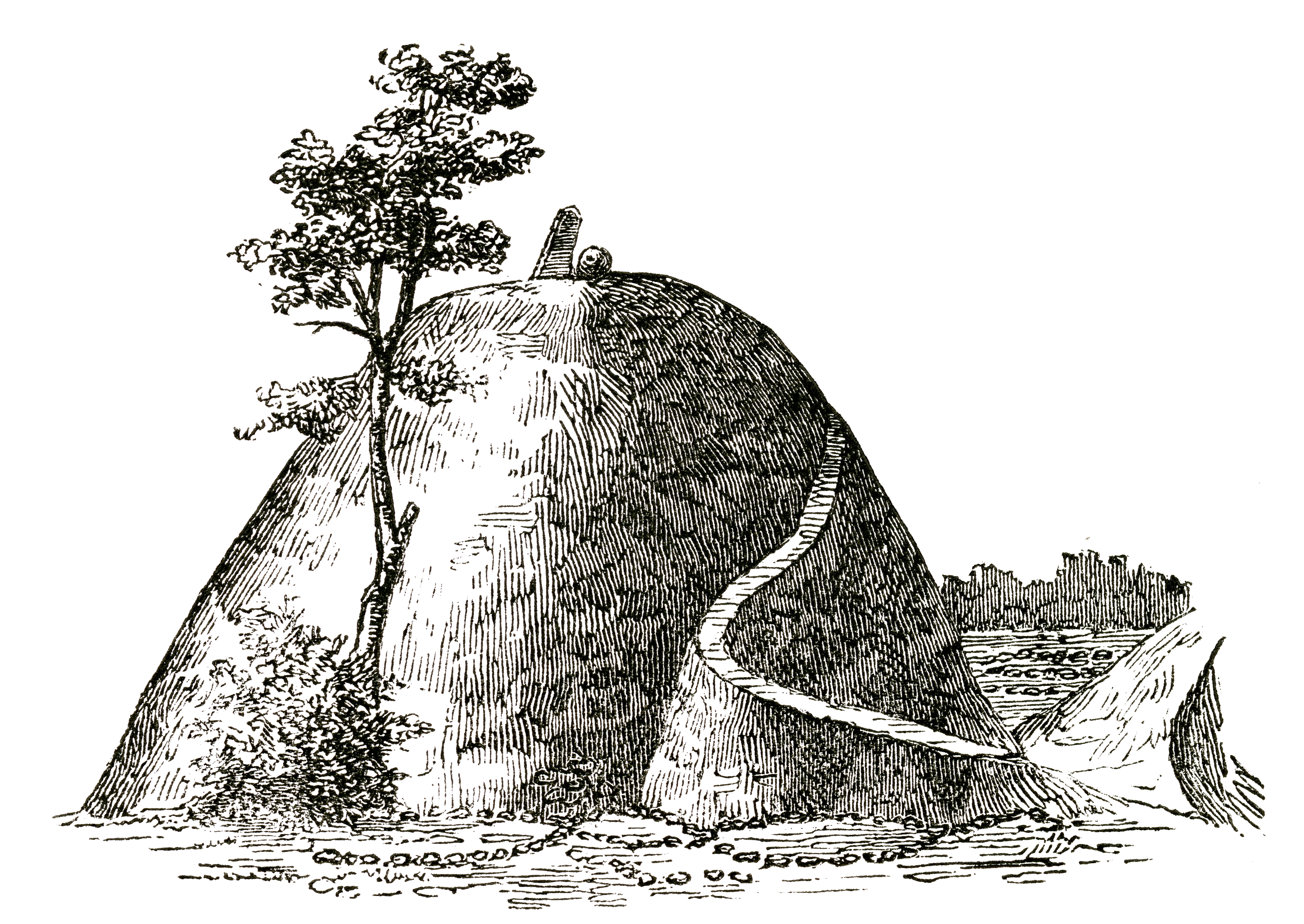
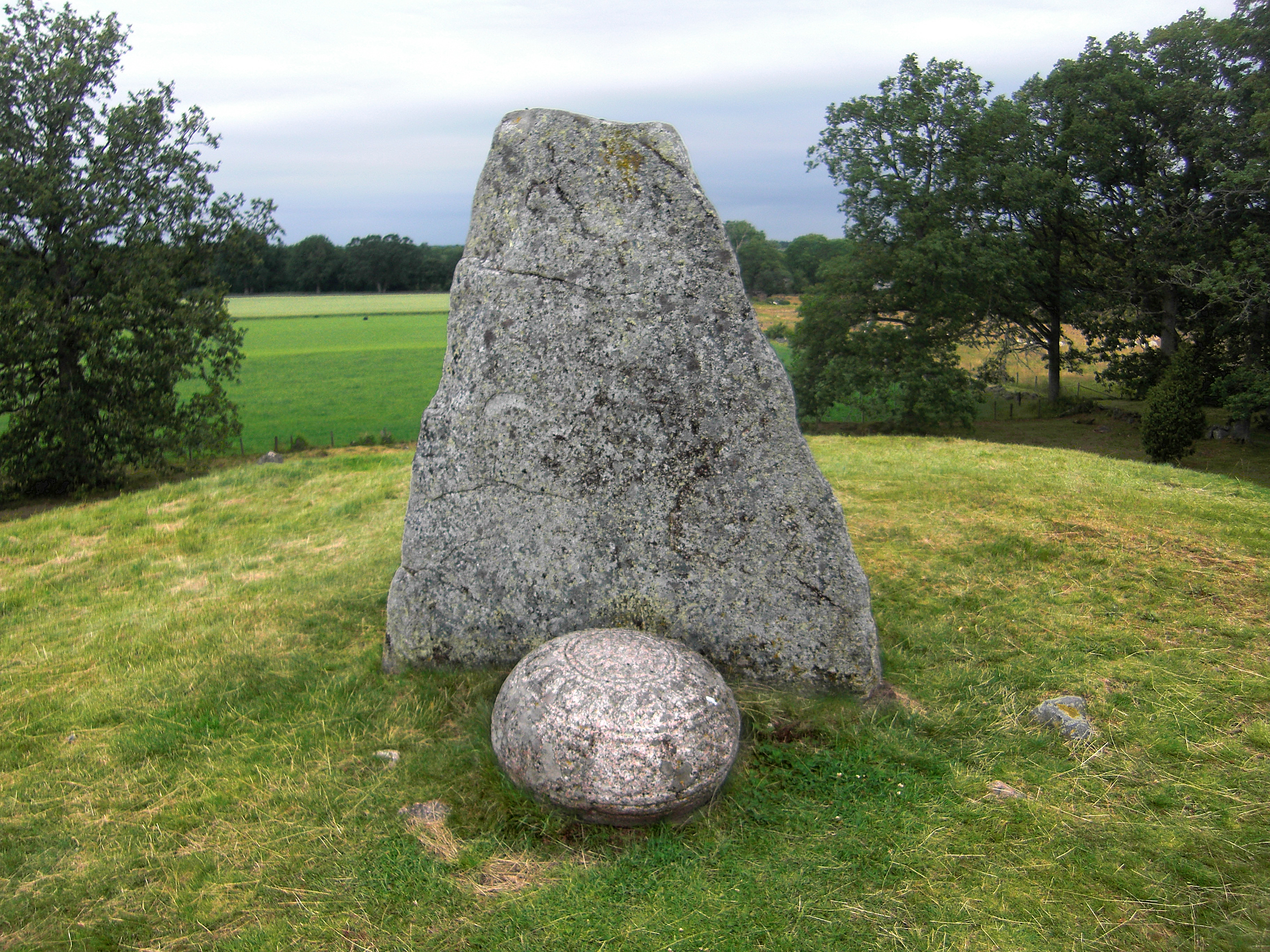
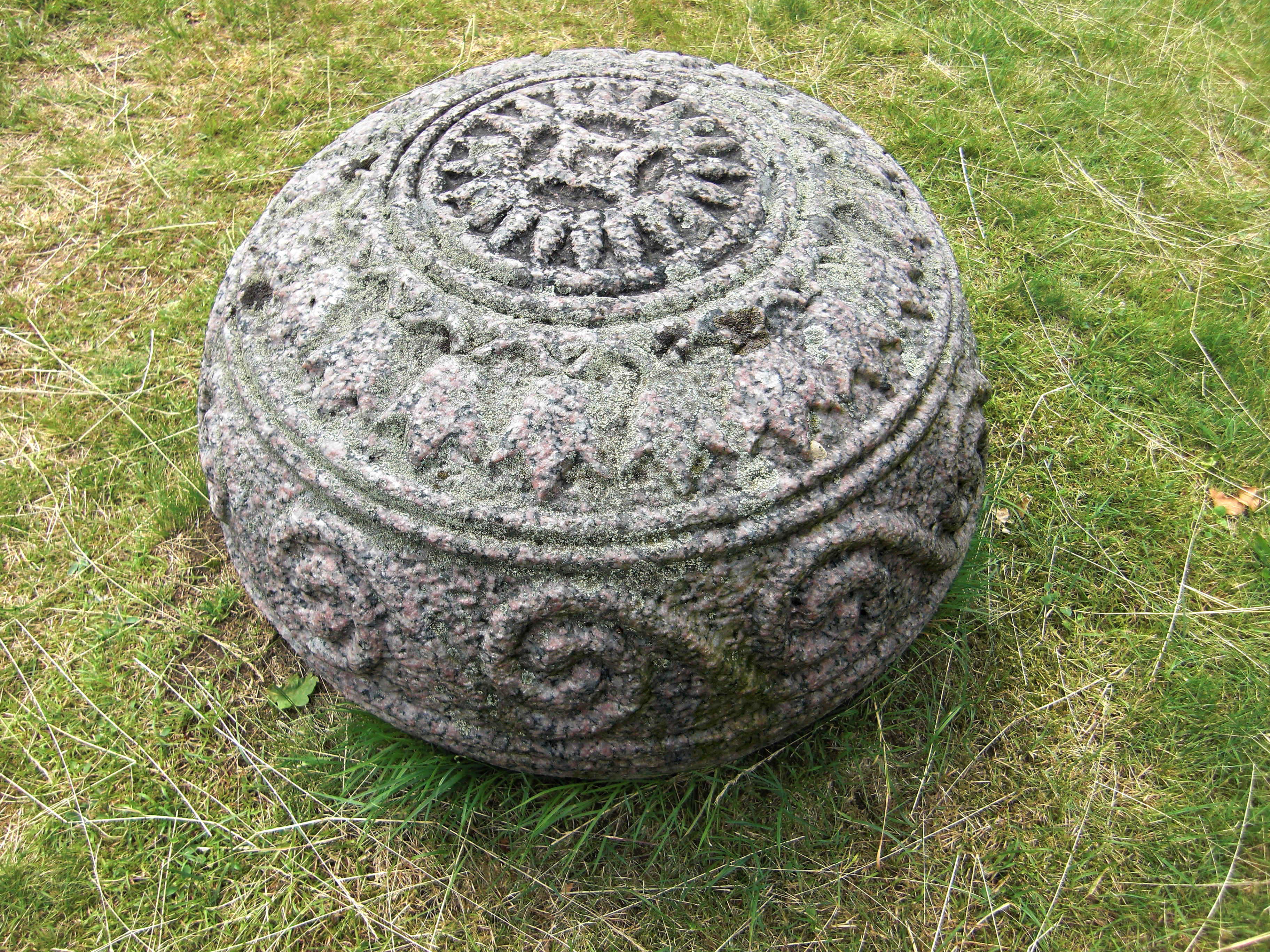